# Tschuba
Il tschuba o tchouba è un gioco della famiglia dei mancala, piuttosto simile all'hawalis o al Bao Kiarabu. Lo giocano i Thonga che vivono nell'area compresa fra St. Lucia Bay, Sudafrica, e il fiume Sabie in Mozambico. Nel 1891 fu commercializzato con il nome chuba dalla Milton Bradley (questo fu il primo mancala ad apparire sul mercato negli Stati Uniti). Il chuba fu "inventato" (e brevettato) dal reverendo Erwin H. Richards, un missionario metodista che nel 1890 aveva fondato la "United Methodist Mission" a Chicuque, nel Mozambico (oggi Igreja Metodista Unida em Moçambique).

## Regole
Nota: per la terminologia usata in questa pagina, vedi la voce Mancala

### Tavoliere e disposizione iniziale
Il tavoliere da chuba è composto da 4 file di 11 buche. Ogni giocatore controlla le due buche più vicine a sé. A ciascuna delle estremità del tavoliere si trova solitamente una buca più grande per i pezzi catturati. La disposizione iniziale dei pezzi nello Tschuba originale africano non è nota. Il Chuba utilizza una disposizione iniziale con 1 seme in ogni buca delle file laterali e 2 nelle buche centrali, con l'eccezione della buca più a destra della fila centrale di ciascun giocatore, lasciata vuota:
1 1 1 1 1 1 1 1 1 1 1
0 2 2 2 2 2 2 2 2 2 2
2 2 2 2 2 2 2 2 2 2 0
1 1 1 1 1 1 1 1 1 1 1

### Turno
Al proprio turno, il giocatore preleva tutti i semi da una delle proprie buche e li semina in senso antiorario, procedendo a staffetta fino a quando l'ultimo seme non cade in una buca vuota.
Se l'ultimo seme cade in una buca vuota della fila interna, e la buca avversaria antistante non è vuota, tutti i semi della buca avversaria e di quella dietro di essa sono catturati. Inoltre, il giocatore di turno può catturare i semi di un'altra coppia di buche avversarie (una della fila interna e quella corrispondente della fila esterna) a sua scelta.
Non si può iniziare una semina da una buca che contiene un solo seme se è possibile iniziare una semina da una buca con più di un seme. Una semina che inizi da una buca con un solo seme non può terminare in una buca occupata.
Quando tutte le buche di un giocatore contengono al più un seme, tutti i semi della fila sua fila esterna vengono automaticamente catturati dall'avversario.

## Fine del gioco
Vince chi riesce a catturare tutti i pezzi avversari.